# Pojasjärvi
Pojasjärvi är en sjö i Finland. Den ligger i kommunen Pello i landskapet Lappland, i den norra delen av landet, 700 km norr om huvudstaden Helsingfors. Pojasjärvi ligger 144,2 meter över havet. Arean är 93,1 hektar och strandlinjen är 6,14 kilometer lång. Sjön  ingår i Torne älvs huvudavrinningsområde. 